# Sciotropis cyclanthorum
Sciotropis cyclanthorum – gatunek ważki z rodzaju Sciotropis, dawniej zaliczanego do rodziny Megapodagrionidae, a od 2013 roku klasyfikowanego jako „Incertae sedis group 8” w obrębie nadrodziny Calopterygoidea. Jest endemitem Kordyliery Nadbrzeżnej w północnej Wenezueli; dwa z trzech znanych stanowisk znajdują się na terenie Parku Narodowego Henri Pittier.